# 287 Broadway
287 Broadway es un edificio histórico en la esquina de Broadway con Reade Street en el barrio de Tribeca del Lower Manhattan de Nueva York. Diseñado por John B. Snook en 1871 con hierro fundido en estilo italianizante y de Segundo Imperio, se completó en 1872 para la finca Stephen Storm. El hito, que "ilustra gráficamente la transformación del bajo Broadway en el siglo XIX de un bulevar residencial al centro comercial de la ciudad", se inclinaba aproximadamente 0,20 m en 2008.

## Historia
El abogado William Alexander era dueño del sitio desde 1794, cuando contenía una vivienda y una cochera. La casa fue comprada por Elbert Anderson en 1816, quien la demolió dos años más tarde y construyó un edificio comercial en 1819. En 1821, Storm compró la propiedad. Junto con otros, construyó el Irving House Hotel en 1848-1849. En 1871, la propiedad de Storm contrató a Snook para diseñar un edificio comercial que se utilizaría como espacio bancario y de oficinas. La Union Pacific Railroad Company fue uno de los primeros inquilinos, al igual que Henry Bischoff & Company. La familia Gindi compró la propiedad en 1969. 
Ya inclinada 0.10 m, comenzó a conducir otros 0.10 m en 2007 durante trabajos de excavación en 57 Reade Street, lo que obligó al gobierno de la ciudad a desalojarla. En 2013, 287 Broadway fue comprada por 8 millones de dólares por la compañía United American Land de la familia Laboz, que afirmó la estabilidad estructural del edificio y comenzó una renovación para el espacio comercial de la planta baja y los lofts residenciales de alquiler en los pisos superiores.
Después de años de cabildeo liderado por Margot Gayle y su grupo Friends of Cast-iron Architecture, 287 Broadway fue designado un hito el 29 de agosto de 1989. En la audiencia de designación se describió como uno de los pocos ejemplos sobrevivientes en la ciudad de Nueva York de un edificio de hierro fundido diseñado en estilos arquitectónicos mixtos de estilo italiano y del Segundo Imperio francés.

## Arquitectura
El edificio de seis pisos tiene una mezcla de estilo arquitectónico italianizante y de Segundo Imperio francés. La fachada es de hierro fundido y las tejas de listones son originales del edificio, que también cuenta con techo abuhardillado, buhardillas, frontones segmentados, ventanas de arco de medio punto, ascensor Otis, así como columnas jónicas y corintias. El apuntalamiento de acero se agregó en 2008 contra la fachada sur, reemplazando los refuerzos de madera agregados en 2007 después de los trabajos de excavación en 57 Reade Street. En diciembre de 2020, se retiró el apuntalamiento / arriostramiento.